# Couratari calycina
Couratari calycina é uma espécie de planta lenhosa da família Lecythidaceae.
Apenas pode ser encontrada na Guiana.